# フェルティ症候群

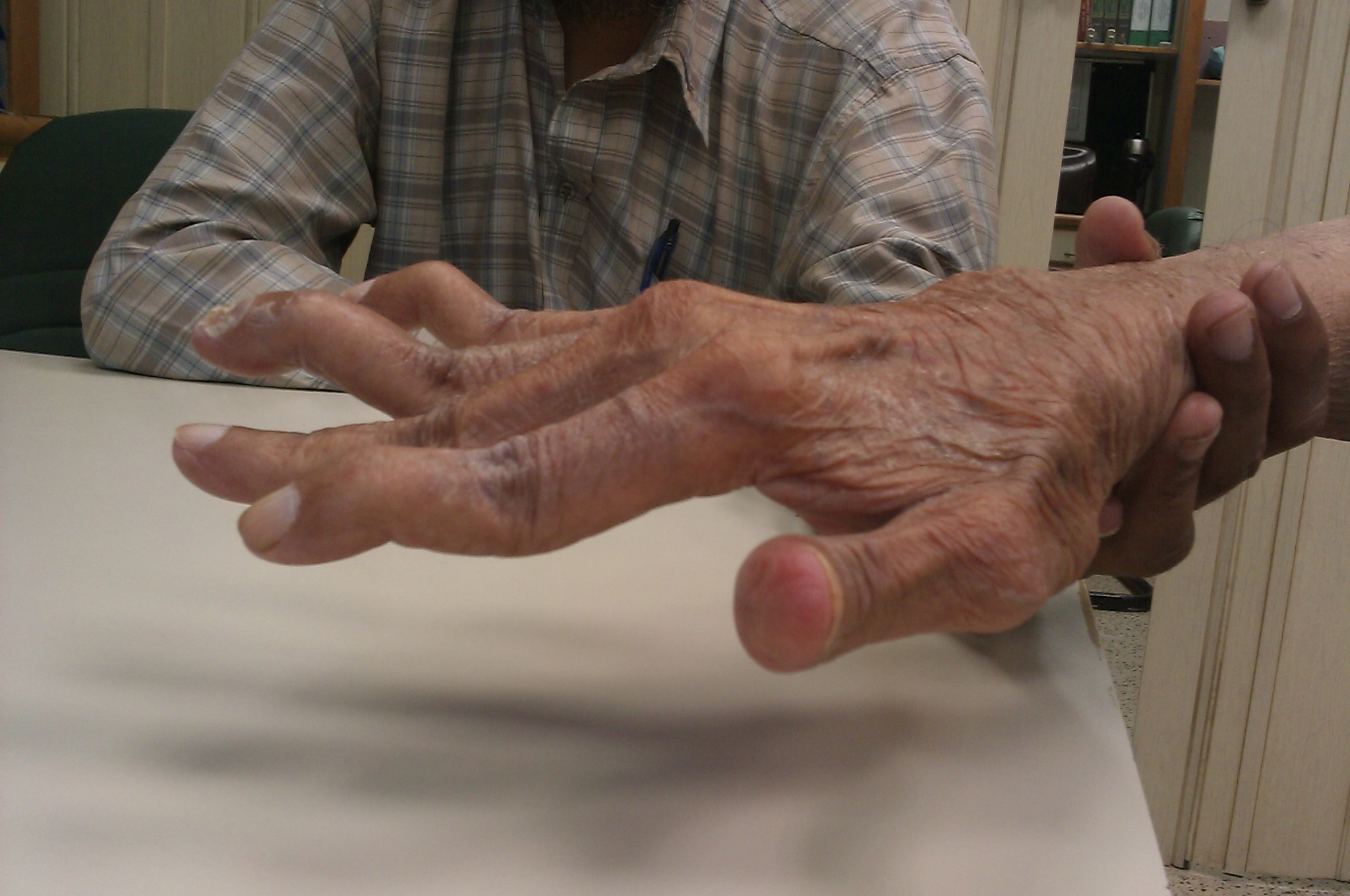
関節リウマチ患者の手が変形している様子

フェルティ症候群（Felty's Syndrome）は関節リウマチ、脾腫、白血球減少を三徴候とする疾患のこと。

## 概説
長期関節リウマチ患者に発症することが多く、日本国の有病率は関節リウマチ患者のうちの1%未満、50歳代以降に多い。白血球では特に好中球が減少し、一般に関節リウマチ症状は重度で、三徴候以外に易感染性、貧血、多発性単神経炎や皮膚潰瘍などの血管炎症状をしめすこともある。全身性エリテマトーデスと類似した病像を呈し、鑑別診断が必要。

## 治療
関節リウマチの基本治療である抗関節リウマチ療法をおこなう。ステロイド剤の投与も有効の場合もあるが易感染性のため投与は慎重に行う。また、好中球減少に対してG-CSF投与を行う。

## 歴史
本症候群の名称は、米国の医師フェルティ（Augustus Roi Felty：1895-1964）が1924年に発見・報告したことに由来する。

## 関連事項
- 関節リウマチ
- 膠原病
- 全身性エリテマトーデス